# 齊維利斯克
55°52′N 47°28′E / 55.867°N 47.467°E
齊維利斯克（俄语：Циви́льск）是俄羅斯楚瓦什共和國的一個城市，位於共和國北部，距切博克薩雷以南37公里，2002年人口12,967人。
1589年建城。1781年設市。